# تسرب (في الوريد)
الانصباب الدمي هو تسرب لأدوية - قد تكون مؤذية- محقونة وريديا للأنسجة خارج الأوعية الدموية المحيطة بمكان الحقن.
التسرب قد يحدث عبر الأوردة الدموية الضعيفة لكبار السن، أو عبر إجراء بذل وريدي أو مباشرة من وسيلة وصول وريدية تم تركيبها بشكل خاطئ.
تسرب الأدوية في حالات العلاج الوريدي يعتبر حدث سلبي، وبحسب نوع الدواء وكميته ونوع النسيج الذي تعرض للدواء، فإن الانصباب الدمي قد يتسبب في إصابات خطيرة ومزمنة مثل نخر الخلايا
في الحالات الخفيفة، يتسبب الانصباب الدمي بالتهيج، الذي يظهر على شكل ألم والتهابات وإحمرار

## العقاقير الطبية
الضرر طفيف قد يكون فقط ضرر الذراع مع ضخ إبرة إكسترافاساتيد إذا تسمى العقاقير الطبية: المهيجات، والعقاقير الطبية التي تتسبب في أضرار جسيمة تصل إلى نخر الأنسجة إكسترافاساتيد تسمى منفطات.
ولكن المشكلة كبيرة مع الأدوية السامة للخلايا لعلاج السرطان (أي خلال العلاج الكيميائي). وقد بلغت نسبة المرضى المتضررين من الانصباب الدمي أن تصل إلى 10٪. ومع ذلك، فإن النسبة المئوية الفعلية غير معروفة، قد تحدث في كثير من الأحيان دون أن يلاحظها أحد و/أو غير المسجلين، وخاصة إذا لم يكن حادًا.
في السنوات الأخيرة، المتخصصين في الرعاية الصحية وأصبحت أكثر إدراكًا لهذه المشكلة.

## العلاجات والتقنيات
أفضل «علاج» هو الوقاية. بينما لا يوجد علاج حقيقي في حد ذاته، وهناك بعض التقنيات التي يمكن تطبيقها في حالة وجود الانصباب الدمي، على الرغم من فعاليتها. إذا كان هناك نخر الأنسجة، قد يكون من المفيد إعادة الإعمار الجراحية. قد يكون الإجراء التالي أيضا من المفيد لو يحدث الانصباب الدمي:
- وقف التسريب على الفور. وضع قفازات معقمة.
- يحل محل الرصاص مع ضخ حقنة التخلص منها. لا ممارسة الضغط على منطقة الانصباب الدمي.
- نضح الدم ببطء للعودة إلى الخلف من الذراع، ويفضل مع أكبر قدر من التسريب الممكن.
- إزالة القنية الأصلية أو غيرها من وصول الرابع بعناية من ذراع (إزالة قنية الأصلي لا ينصح من قبل جميع مؤسسات الرعاية الصحية).
- رفع ذراعه في مكان مرتفع. إذا كان هناك بثور على الذراع، والمحتوى نضح من بثور مع إبرة رقيقة.
- المخدرات الطبية، خاصة مادة تطبيق التدابير، تنفيذها (مثل تبريد موضعي).
- وقد أظهرت التجارب السريرية في الآونة الأخيرة عن الانصباب الدمي فعالة منع تطور الانصباب الدمي تنخر في النسيج تدريجيا. ومنع النخر في 98٪ من المرضى. الانصباب الدمي هي ترياق المسجلين فقط عن الانصباب الدمي من دوكسوروبيسين. [6]

### التدابير
- مهم جدا بالنسبة للمريض الوقاية الكاملة من العدوى والتشاور مع أخصائي الأمراض المعدية. بطبيعة الحال، والضوابط العادية، والرعاية الضرورية.

### المخدرات الطبية
- لا كمادات الكحول
- لا كمادات رطبة، أي انسداد الضمادات
- استشر طبيبا من ذوي الخبرة في علاج جراح الانصباب الدمي في مرحلته المبكرة.
- قد تتطلب مثل هذه الحالات ترقيع الجلد والعلاج الطبيعي المكثف.

## الوقاية من الانصباب الدمى في المستشفيات
- ينبغي أن يؤديها والتنسيب من قبل الموظفين ذوي الخبرة. إلا أن هذا ليس ممكنا دائما بسبب موارد الموظفين. في هذه الحالة، التنسيب من قبل الموظفين ذوي الخبرة للمرضى خاصة عرضة للانصباب الدمى (على سبيل المثال المرضى الذين يعانون من عروق بالكاد مرئية، والمرضى يعانون من السمنة المفرطة للغاية، والمرضى كبار السن جدا، والأطفال الصغار...إلخ). في جميع المرضى الآخرين، وتجنب نفس المنطقة.
- اختيار كبير، المنوال سليمة مع تدفق الدم جيدة والتنسيب للقنية. لا نختار عن غير قصد الأوردة (مثلا الخلفي الملتوي المكان الملائم من ناحية أو بالقرب من المفاصل)
- استخدام رقيقة مع مقاييس عالية. التحقق من موقف القنية التي نطق بملء نفس الدم، فضلا عن انفتاح من المنطلق من التنظيف مع الحل الناقل (على سبيل المثال 0.9 ٪ كلوريد الصوديوم الحل).
- مراقبة ضخ على الأقل في أول 10 دقيقة وتفعيل الشيء نفسه في كل ساعة. إسأل طالب طب/ممرضة/المريض/المريض الأسرة لكي ينبهك في أقرب وقت ممكن إذا كان هناك شيء
- التسريب الرابع تتدفق بحرية. الذراع مع التسريب لا ينبغي أن تبدأ في تورم (وذمة)، «الحصول على أحمر» (حمامي)، «الحصول على الساخن» (المحلي زيادة درجة الحرارة)، والمريض يجب أن لا تلاحظ أي تهيج أو ألم في الذراع. إذا حدث هذا، وقف ضخ فورا
- ينبغي أن ضخ تتكون من حل مناسب مع الناقل مخففة بشكل مناسب الطبية العلاج الكيميائي المخدرات
- ضخ الرابع انتهى، تدفق الوريد «نظيفة»
- أخيرا، نظيف جدا وضعت خط وسط (= القسطرة الوريدية المركزية) هو ميزة كبيرة في حين غرس المخدرات المنفط.

## ومن الأمثلة على العقاقير الطبية المنفط

### الأدوية السامة للخلايا
| - امساكراين - سيسبلاتين (> 0.4 ملغ / مل) - داكتينوميسين - داونوروبيسين - العلماء صمموا جزيئات صغيرة - دوكسوروبيسين | - ابيروبيكان - إيداروبيكان - ميكلوريثاماين - ميتومايكاين - ميتوميكسانترون - اوكساليبلاتين | - باكليتاكسيل - فينبلاستين - فينكريستين - فاينوريلباين - فينديزين |

### غير السامة للخلايا المخدرات
| - المشروبات الكحولية. تجنب الوجبات السريعة، وكذلك المعليات التي تحوي على مواد كيميائية والمواد الحافظة التي تلوث الجسم وطعم المني. - أمينوفيلين - كلورديازبوكسايد - الديازيبام | - الديجوكسين - نافكيللين - النتروغلسرين زيت عديم اللون - الفينيتوين | - البروبيلين غليكول - ثيوبنتال الصوديوم - التتراسكلين - التَغْذِيَةٌ الكامِلَةٌ بالحَقْن |

## وصلات خارجية
- www.extravasation.org.uk/
- www.iv-therapy.net
- \www.topotarget.com/index.dsp?page=382
- www.Savene.com